# 異形：羅穆路斯
《異形：羅穆路斯》（英語：Alien: Romulus）是一部2024年美英合拍的科幻恐怖片，《異形系列》的第七部電影作品，也是故事時間線介於1979年電影《異形》與1986年續集《異形2》之間的獨立間傳。該片由費德·阿瓦雷茲執導，阿瓦雷茲和羅多·薩亞格斯共同編劇，主演陣容包括卡莉·史派妮、大衛·榮松、阿奇·雷諾斯、伊莎貝拉·莫娜、史派克·費恩和艾琳·吳。
《異形：羅穆路斯》定于2024年8月16日由二十世紀影業发行，上映後獲得3.5億美元的票房成績以及獲得好評，許多人稱讚本作是該系列自《異形2》後的最佳作品。史派妮與榮松的演出、以及電影視覺及實際效果獲讚，但針對電影中以電腦合成圖像來顯示已故演員伊恩·霍姆相似的肖像持批評態度。

## 劇情
2142年，韋蘭-尤坦尼集團的一艘宇宙探測器抵達諾史莫號的失事地點探查，該太空船於20年前被毀。探測器回收一塊巨大繭物體並返程回一間太空站，一群科學家打開後發現，內部保存著殺死諾史莫號大部分船員的異形軀體。五個月後，在LV-410傑克森星的採礦殖民地中，蕾恩·「小雨」·卡拉定與自己的養弟安迪從事農務，安迪是因故障而被韋蘭公司淘汰的仿生人，被小雨的已故父親重新編程用來照顧她。由於被韋蘭公司強行延長工作合約，小雨被自己的前男友泰勒說服加入他組織的行動。泰勒表示會帶領小雨、安迪、懷孕的妹妹小凱、表弟比約恩、以及比約恩的養姐妹娜瓦羅一同潛入傑克森星軌道上的棄置太空船，獲取裡面存放的凍眠艙，以讓他們所有人順利度過逃往伊瓦加星的九年太空航行，因此需要曾為仿生人的安迪登陸太空船的終端以方便他們進出。
為了逃離這座暗無天日的殖民地，小雨最終答應帶安迪加入泰勒的行動，一行人搭乘貨運飛船科布倫號抵達指定太空船，首先發現該船其實是韋蘭公司的「文藝復興號」――分為羅穆路斯與瑞摩斯兩大區域的科研太空站。泰勒、比約恩與安迪進入太空站獲取五部凍眠艙卻缺失燃料，只能到研究室內的冷凍室得到新燃料。過程中，泰勒與比約恩拔出了冷凍室的燃料，導致冷凍室升溫而封鎖，大量冷凍保存的抱臉體開始解凍。為了解救他們，小雨將研究室內受損的仿生人盧克的晶片安裝到安迪身上，讓他獲得太空站的控制權限且更新其軟體與機能。但此舉同時改寫安迪的主令，讓他更忠誠於韋蘭公司的指令。一行人逃出的同時，一隻抱臉體緊纏在娜瓦羅的臉上不放，雷恩只能重啟盧克問清楚，獲知太空站因異形逃出才淪陷，該異形殺光所有研究員後最終被殺死，最後透漏娜瓦羅已被植入致命的破胸體。
對仿生人有敵意的比約恩不顧後果將娜瓦羅帶回船上並鎖門，然而娜瓦羅沒過多久就在小凱的目睹下炸開胸膛而死，導致科布倫號失控撞入羅穆路斯區的機庫，甚至導致太空站偏離軌道而即將撞上小行星帶。小凱從撞擊昏迷中清醒後，目睹破胸體結繭生長為成年形態的異形，比約恩試圖電死繭中的異形卻遭到反殺。逃出科布倫號的小凱目睹異形拖走比約恩和娜瓦羅的遺體，而泰勒和小雨逃脫大量抱臉體的追殺後趕到機庫外，然而因異形埋伏在一旁，深知是陷阱的安迪拒絕解鎖機庫門以不讓泰勒和小雨涉險，三人只能眼睜睜看著小凱被異形刺傷後抓走。悲痛的兩人跟隨安迪來到實驗室獲取Z-01化合物樣本，盧克將其稱為「普羅米修斯之火」，亦是科學家從異形體內提取並與人類DNA結合來將人類“完美化”的成果。盧克堅持化合物樣本必須帶回殖民地研究，聲言若不服從則不會放任何人離開。
小雨與泰勒手持步槍陪安迪從底層通道回去機庫，同時避免開槍以防止異形的酸性血液溶穿底部造成失壓。三人發現底層已成為巨大的異形巢穴，期間救出困於蛹內的小凱，然而成群的異形冒出來殺死泰勒，安迪收到攻擊而斷路。受傷嚴重的小凱逃回科布倫號期間為自己注射一劑Z-01化合物保命，小雨冒險回去取出安迪的晶片而使其恢復原先的主令。眼看一大群異形將來襲，小雨靈機一動關閉人工重力，得以在異形血液不接觸船體的情況下開槍突圍，合力殺光異形後安全逃回科布倫號上及時飛離。文藝復興號隨即與小行星帶發生碰撞，摧毀盧克以及剩餘所有異形。
隨著小雨剛要進入凍眠時，小凱卻受化合物的影響而生下一隻人類—異形的變異混合體「後裔」，其迅速成長為成年體形而重創安迪至停機，並以吸食母乳的方式殺死凱。直到小雨經過一番纏鬥後，成功將後裔所在的貨艙拉桿彈射至小行星帶一併摧毀。小雨將受損的安迪放入凍眠艙，為以防萬一而錄下錄音日誌後，一同進入凍眠狀態航向伊瓦加星。

## 演員
- 卡莉·史派妮 飾演 瑪麗·蕾恩·「小雨」·卡拉定（Marie Raines "Rain" Carradine）
- 大衛·榮松 飾演 安迪（Andy）
- 阿奇·雷諾斯 飾演 泰勒·哈里遜（Tyler Harrison）
- 伊莎貝拉·莫娜 飾演 凱·哈里遜（Kay Harrison）
- 史派克·費恩 飾演 比約恩（Bjorn）
- 艾琳·吳（Aileen Wu） 飾演 娜瓦羅（Navarro）
- 丹尼爾·貝茲（英语：Daniel Betts） 聲演 盧克（Rook），外型基於《異形》中飾演仿生人艾許的伊恩·霍姆。
- 崔佛·紐林（Trevor Newlin）飾演 異形（Xenomorph）
- 羅伯特·博布羅茨基 飾演 「後裔」（Offspring）

## 製作
華特迪士尼公司收購21世紀福斯後，在2019年CinemaCon上正式確認正在開發一部新的《異形》電影。2022年3月，宣布該片由費德·阿瓦雷茲編導，雷利·史考特製片。據透露該片劇情將與此前的《異形》電影無關，並將於Hulu上線。2022年11月，卡莉·史派妮正在洽談出演電影。2022年12月，據透露該片暫名為《異形：羅穆路斯》（Alien: Romulus）。2023年3月，伊莎貝拉·莫娜參演。同月，大衛·榮松、阿奇·雷諾斯、史派克·費恩和艾琳·吳（Aileen Wu）參演。2023年11月，史派妮稱該片的事件設定於《異形》（1979年）和《異形2》（1986年）之間。

### 拍攝
該片於2023年3月9日在布達佩斯開始進行主體拍攝，7月3日結束。加洛·奧利瓦雷斯（Galo Olivares）擔任攝影師。

## 上映
《異形：羅穆路斯》定于2024年8月16日在美國上映。該片原定發布於串流平台Hulu，但在主体拍摄开始时改为在电影剧院发行。

## 迴響

### 評價
爛番茄根據356條評論，本片獲得79%的新鮮度，平均得分6.9／10，觀眾的好評度為82%，平均得分4.1／5。该网站总结的共识评论为：“向梦魇般前作致敬的同时带着属于自己的惊吓破胸而出，《羅穆路斯》为影史上其一伟大的恐怖系列注入了一些新鲜强酸血液”。Metacritic根據57位影評人給予64分（滿分100分），属「总体正面」評價。

### 票房
| 上一届： 《死侍與金鋼狼》 | 2024年美國週末票房冠軍 第33週        | 下一届： 《死侍與金鋼狼》 |
| 上一届： 《死侍與狼人》   | 2024年香港一週票房冠軍 第33-35週     | 下一届：                  |
| 上一届： 《死侍與狼人》   | 2024年香港週末票房冠軍 第33-35週     | 下一届：                  |
| 上一届： 《抓娃娃》       | 2024年中国内地一周票房冠军 第33-35周 | 下一届： 《重生》         |
| 上一届： 《》             | 2024年韓國週末票房冠軍 第33-36週     | 下一届： 《老手2》        |

## 外部連結
- 官方网站
- 互联网电影数据库（IMDb）上《異形：羅穆路斯》的资料（英文）